# Tensta
För andra betydelser, se Tensta (olika betydelser).
Tensta (uttalas [¹teːnsta]) är en stadsdel i Västerort inom Järva stadsdelsområde i Stockholms kommun, på södra Järvafältet, som uppfördes mellan 1966 och 1972 i ramen för miljonprogrammet. Stadsdelen gränsar till Akalla, Husby, Rinkeby, Bromsten, Solhem och Lunda samt till kommundelen Barkarby i Järfälla kommun. Den västra delen av Tensta heter Hjulsta. Stadsdelen bildades 1965 genom en utbrytning ur stadsdelan Järvafältet.

## Historia

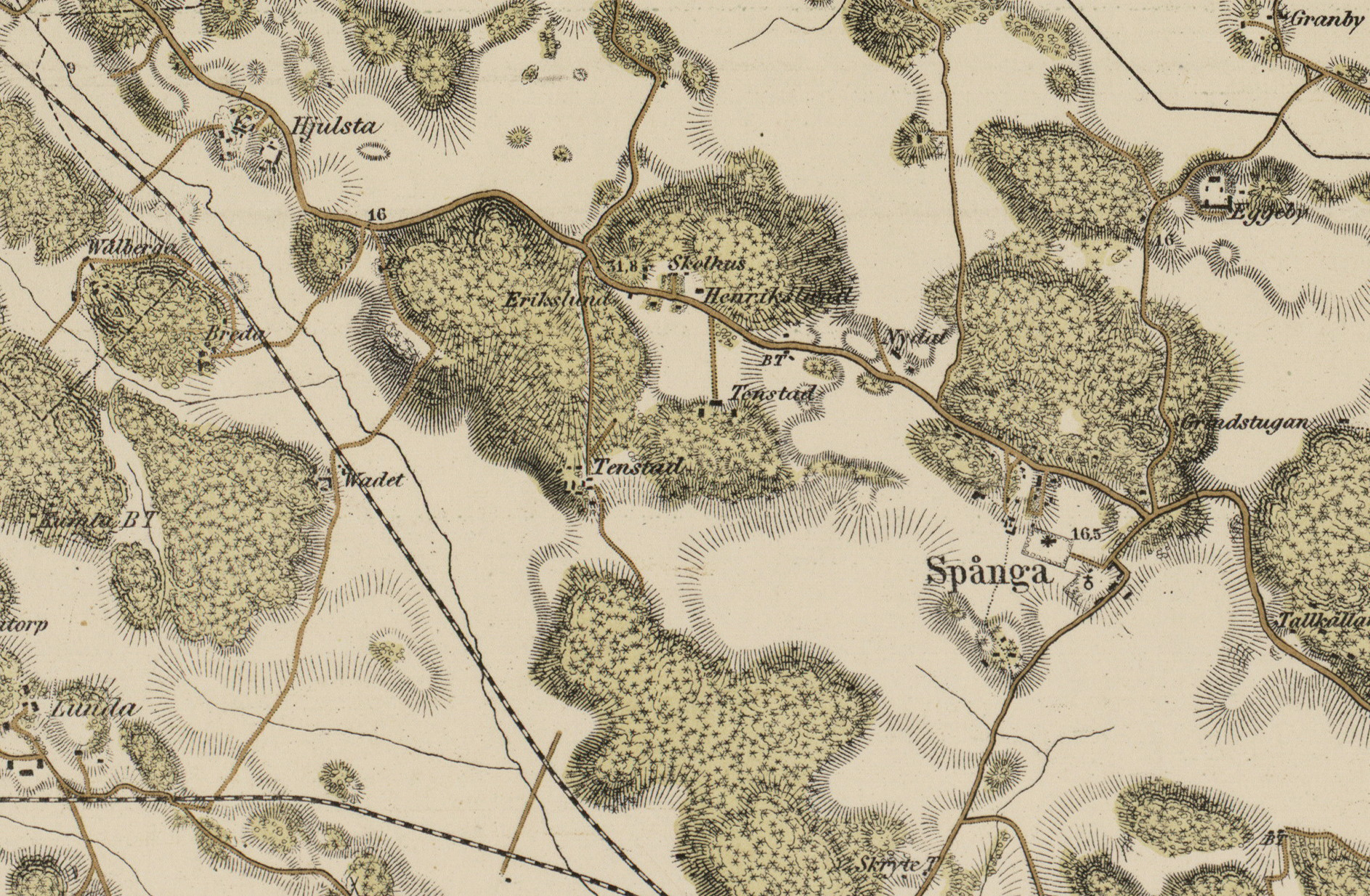
Spånga, Tensta, Hjulsta, 1861.

Namnet antas härstamma från orden tena (en sorts fiskeredskap) och sta (inhägnat område). Trakten har en lång historia och har varit bebodd åtminstone sedan folkvandringstiden. Byn Tensta är första gången omnämnd 1538 då den bestod av två gårdar, båda ägda av Spånga kyrka. Före 1960-talet var området ett ålderdomligt kulturlandskap med åkrar, skogspartier, gårdar och torp, bland dem Stora Tensta vars byggnader låg på nuvarande kvarteret Stora Tensta vid Stora Tenstagränd. Stora Tensta var bebodd fram till 1966 och revs året därpå när det moderna Tensta började byggas.
År 1905 köptes Järvafältet av staten för att användas som militärt övningsfält. Delar av området inlemmades i Stockholms kommun 1949. Till riksdagsvalet 1962 hade den så kallade Järvabomben släppts där bostäder för 160 000 människor utlovades på Järvafältet inom åtta år. Förhandlingar om uppköp av mer mark för bostadsbebyggelse avslutades med ett köpeavtal 1966. Då hade redan en generalplan för Järvafältet utarbetats som föregicks av en idétävling. Arkitekterna Göran Sidenbladh, Igor Dergalin och Josef Stäck vid Stockholms stadsbyggnadskontor presenterade en plan som antogs av kommunfullmäktige i april 1965. I generalplanen talar man om "...en delvis ny ytterstadsmiljö. En bostadsmiljö som lägger något av stenstadens intensitet, koncentration och ordning till ytterstadens grönska, rymlighet och frihet från störningar."
Generalplaneberedningens tunnelbanekommitté lade fram ett förslag om Tunnelbaneplan för Stockholm 1965; i nordväst planerades de linjer som i stort sett finns idag till Tensta och Kista, men Kistagrenen skulle gå vidare norrut och avslutas vid Bögs gård strax söder om Häggvik.

## Historiska bilder

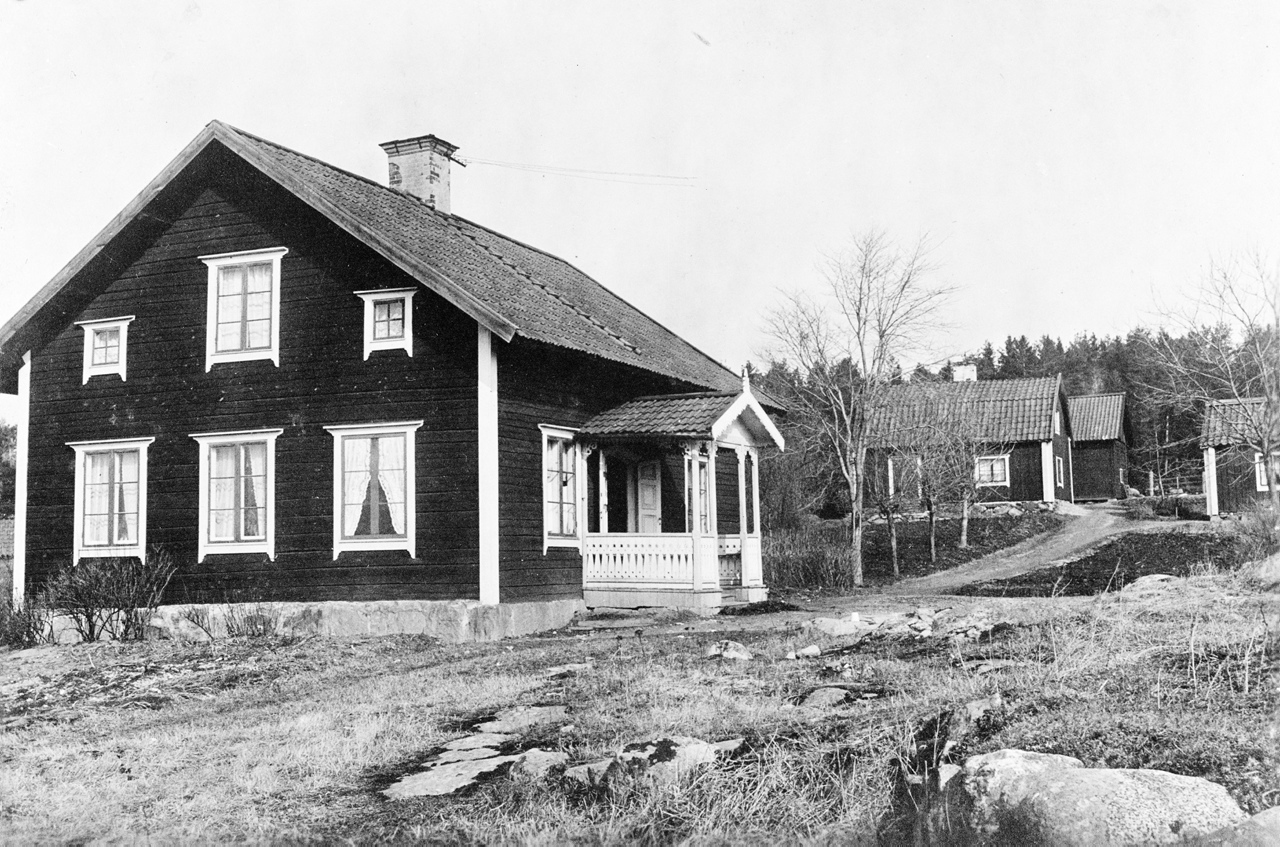
Stora Tensta, 1920.
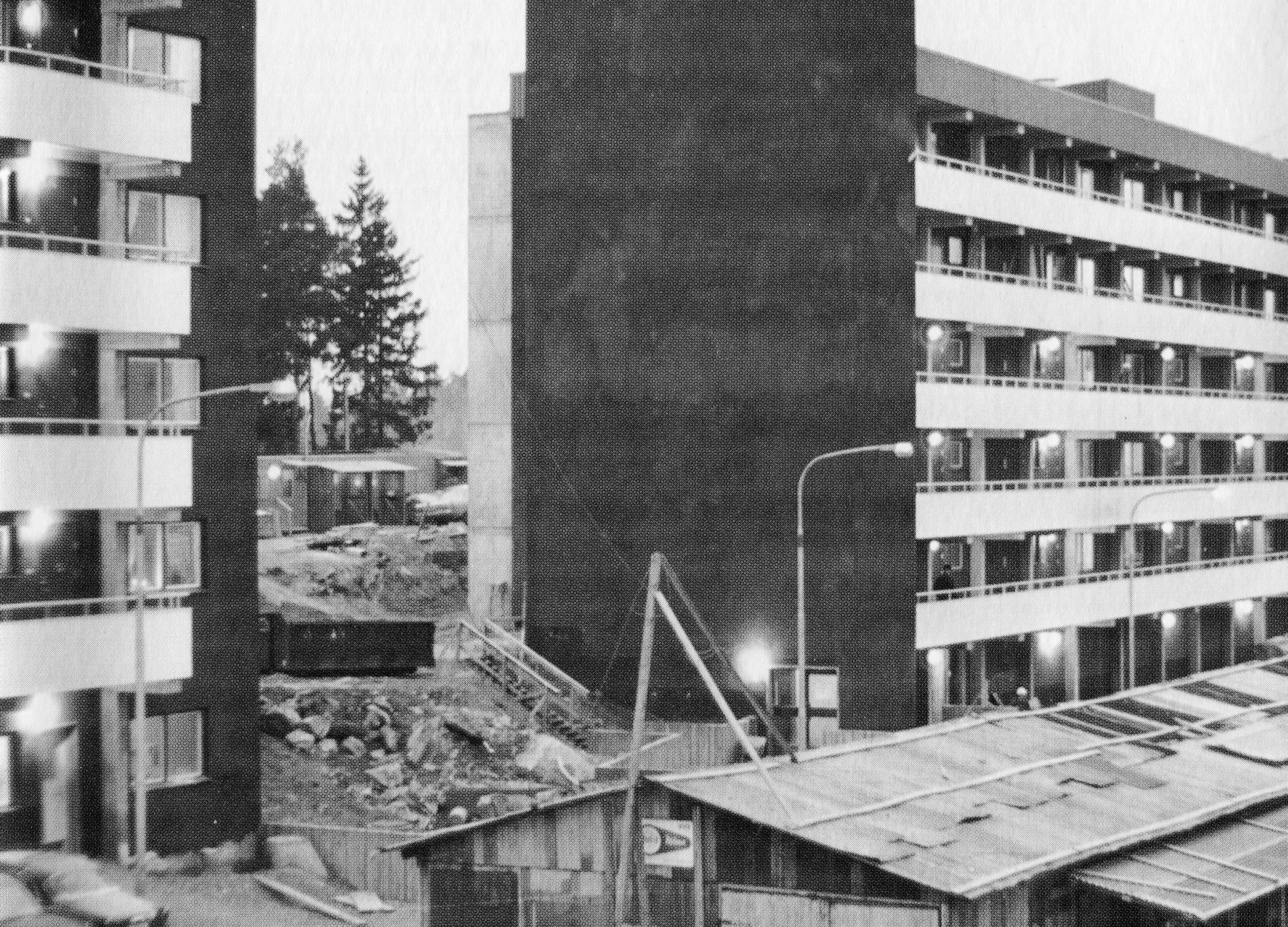
Kämpingebacken, 1968.
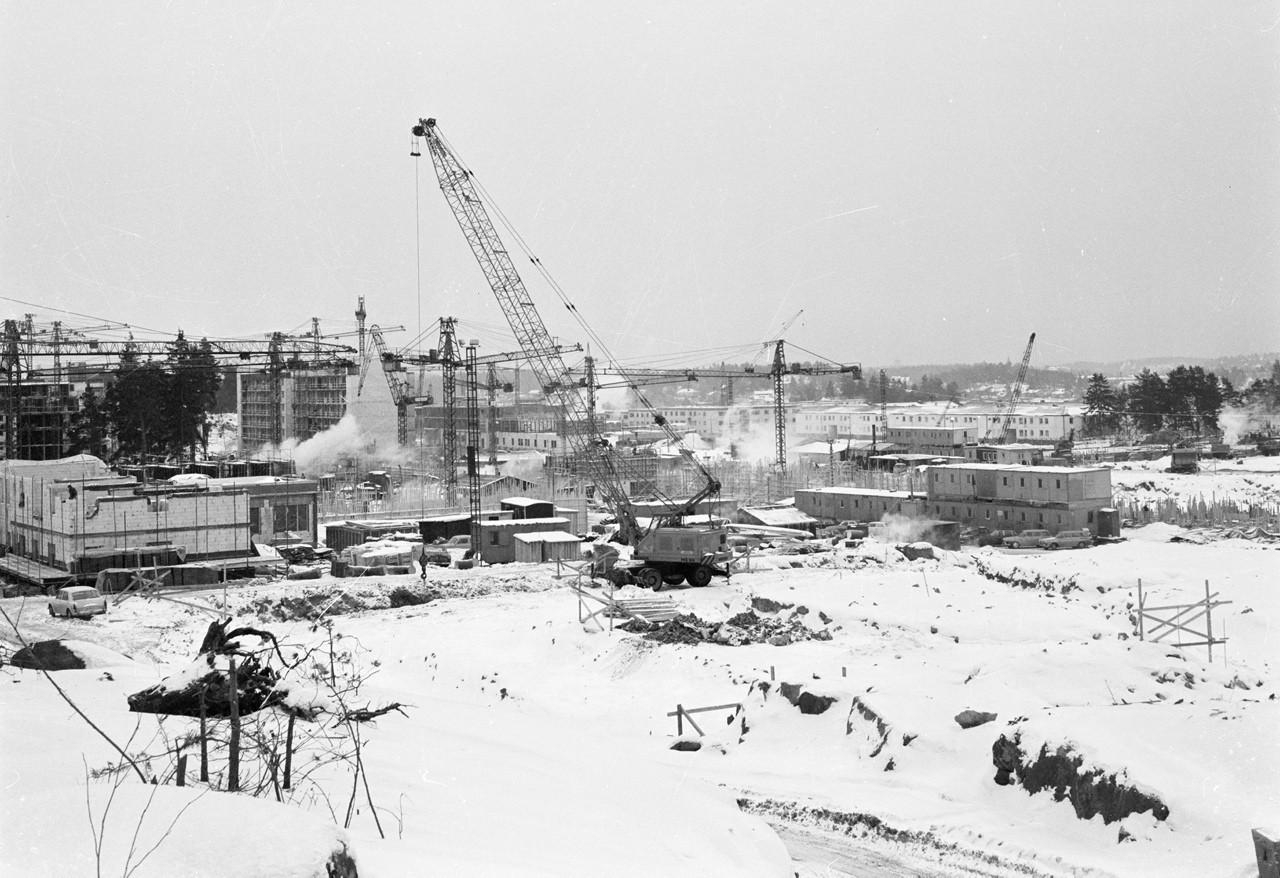
Tensta centrum, 1969.
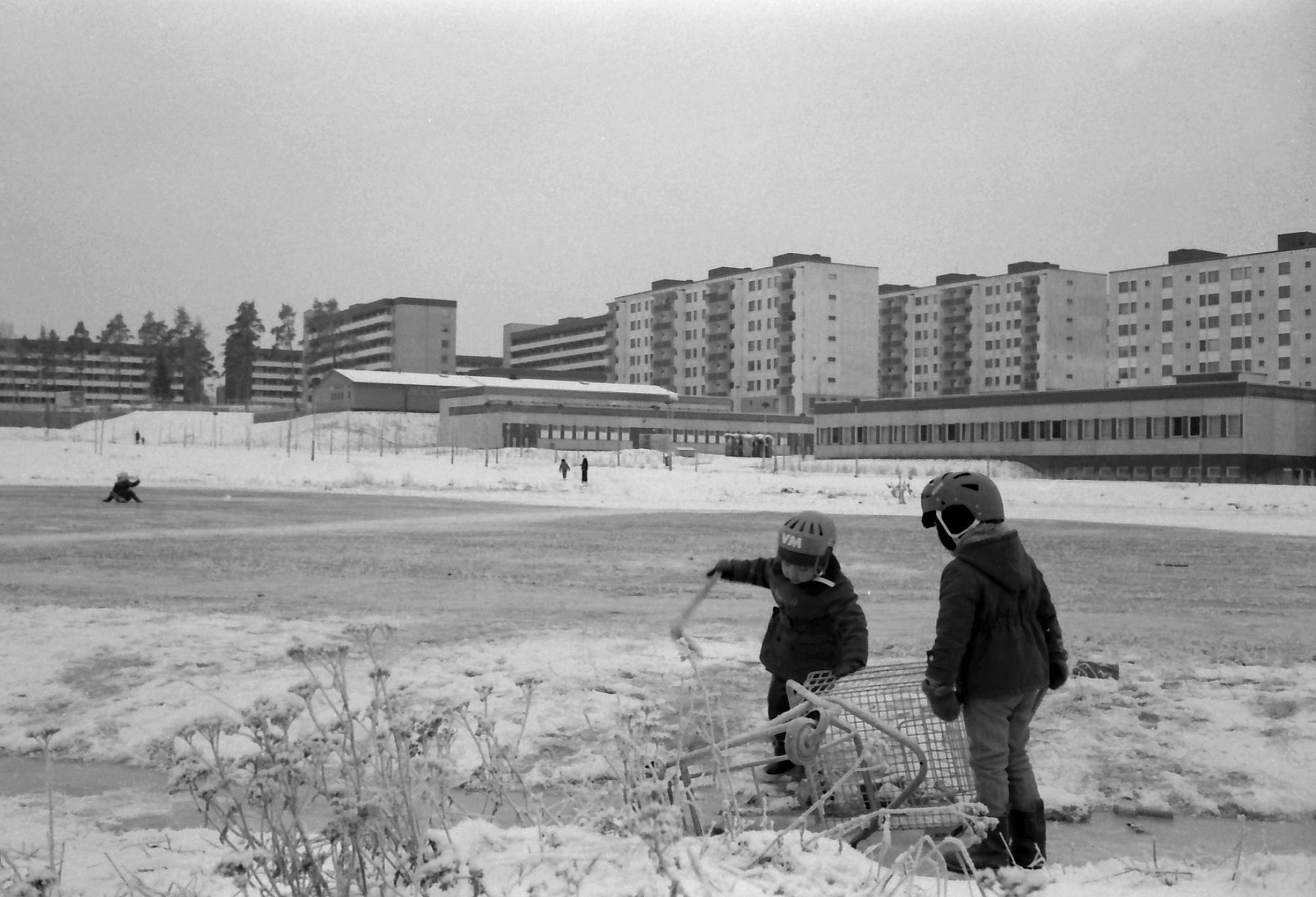
Tensta på vintern, 1971.
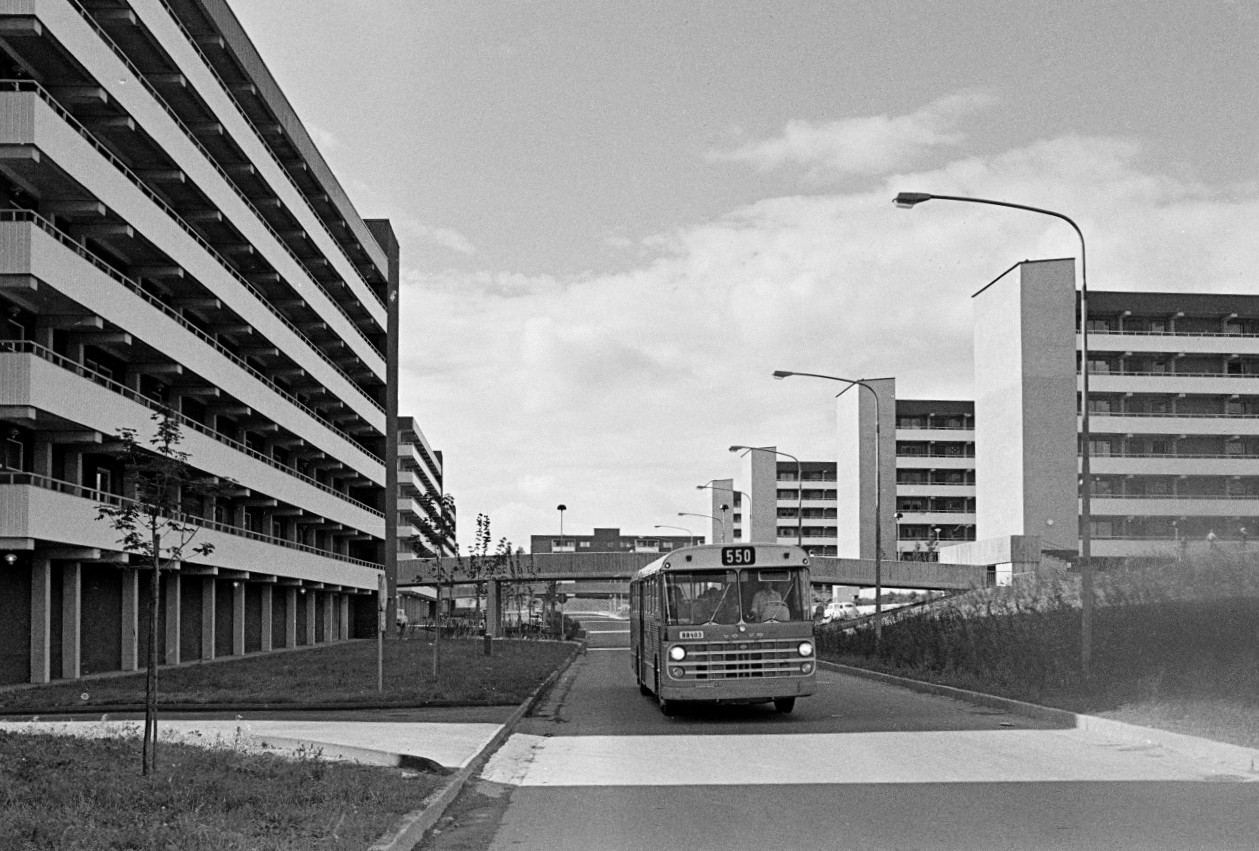
Tensta allé, 1971.

## Bygget

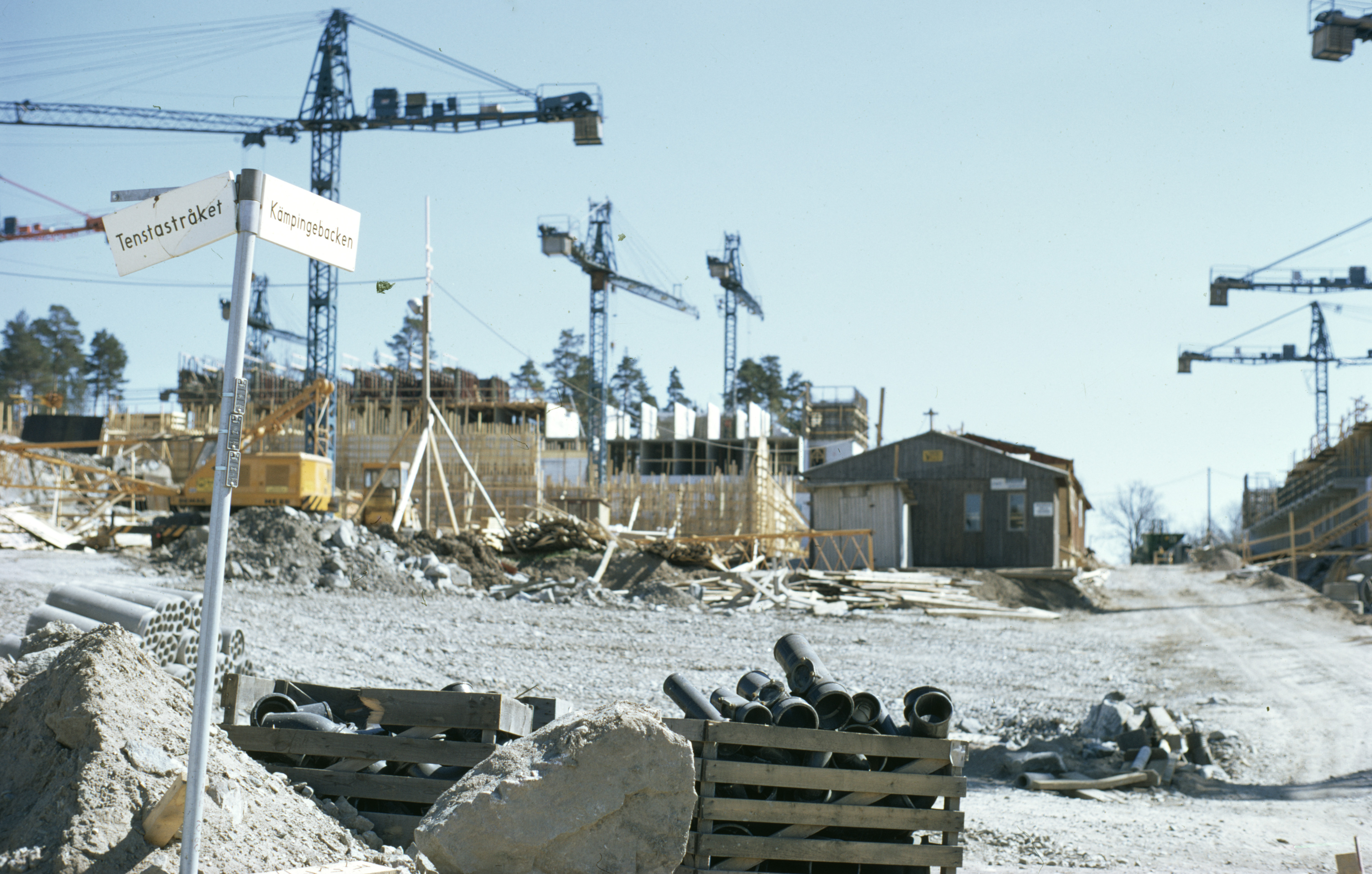
Kämpingebacken 1968.

Det nya Tensta uppfördes i samband med miljonprogrammet och skulle ha en "stadsmässig" täthet nära naturen. I den nya stadsdelen skulle även "trafikseparering" gälla, alltså fordonstrafiken avskild från övriga trafiken genom planskilda korsningar. Det första spadtaget togs i november 1966 och året därpå skedde den första inflyttningen. De första boenden fick leva på en gigantisk byggarbetsplats med tillfälliga matbutiker i baracker, provisorisk busslinje, leriga gångvägar och bristande social service. En av de stora aktörerna var Svenska Bostäder som informerade sina nya hyresgäster i en broschyr 1969: "Vi vill uppmärksamma Er på att Ni flyttar till en stadsdel i vardande. Ni kommer med andra ord en tid framöver att bo på en byggarbetsplats med allt vad det innebär...". Dessa problem ledde till att Tensta fick utstå massiv kritik, speciellt av massmedia. Situationen förbättrades i takt med att stadsdelen växte fram och sociala inrättningar samt skolor och centrumanläggningen färdigställdes. 
Till miljonprogrammet hörde även småhus och år 1969–1970 uppfördes kvarteret Sörgården i regi av Stockholms stads småstugebyrå (SMÅA). Kvarteret ligger öster om Spånga kyrka och är stadsdelens enda ursprungliga småhusområde. De 76 vinkelbyggda radhusen tillkom i självbyggeri och hade formgivits av arkitekterna Jon Höjer och Sture Ljungqvist. Området är en bra representant för det tidstypiska idealet för radhus från 1960-talet ”tätt-och-lågt”. Arkitekturen är enhetlig med enkla, kubiska, byggnadsvolymer och fasader i ljus spritputs och röd träpanel. Kvarterets småhus är grönklassade av Stadsmuseet i Stockholm vilket betyder bebyggelse som är särskilt värdefull från historisk, kulturhistorisk, miljömässig eller konstnärlig synpunkt.
Totalt uppfördes 6 200 bostäder mellan 1966 och 1972. Under de första åren kom huvudsakligen unga barnfamiljer till Tenstas nya bostadshus. De flyttade hit från hela Sverige, som familjen på Kämpingebacken 13 (idag en museilägenhet) som kom 1969 från Jönköping. De lockades hit av en säker arbetsmarknad och låga hyror. En stor del kom även från Stockholms innerstad där lägenheter revs till följd av Norrmalmsregleringen. 1972 hade förorten sitt högsta invånarantal med nära 16 000 individer. Under andra hälften av 1970-talet och 1980-talet kom en allt större del av de boenden och affärsidkare utgöras av personer med invandrarbakgrund som låg 2014 vid cirka 87 procent.

## Tensta centrum och Tensta Träff
Centrumanläggningen i Tensta byggdes utmed en bilfri gågata, Tenstagången. Byggherre var Svenska Bostäder. Norra sidan utgjordes i huvudsak av bostadshus och vid södra sidan uppfördes låga hus för att få in maximalt med solljus över torget. Anläggningen invigdes lagom till julhandeln 1969. Den största förändringen av Tensta centrum skedde i slutet av 1980-talet då de tre butiksbyggnader vid Tenstagångens södra sida byggdes samman med höga glastak. På detta vis skapade man en klimatskyddad inomhusgalleria. Centrumanläggningen ägs 2017 av FastPartner Tensta AB.
Strax öster om Tensta centrum ligger Tensta gymnasium, Tenstahallen och Tensta Träff som utgör en klar kontrast till Tenstas övriga arkitektur. Anläggningen stod klar 1984 och ritades av arkitekt Gösta Uddén i en blandning av modernism och traditionell asiatisk arkitektur. Han valde gedigna material som rött tegel, mönstergjuten omålad betong, limträ och svartmålat stål. För den yttre miljön stod landskapsarkitekten Gunnar Martinsson. Samtliga tre byggnader är blåklassade av Stadsmuseet i Stockholm, vilket innebär att bebyggelsens kulturhistoriska värde av stadsmuseet anses motsvara fordringarna för byggnadsminnen i Kulturmiljölagen.

## Nutida bilder

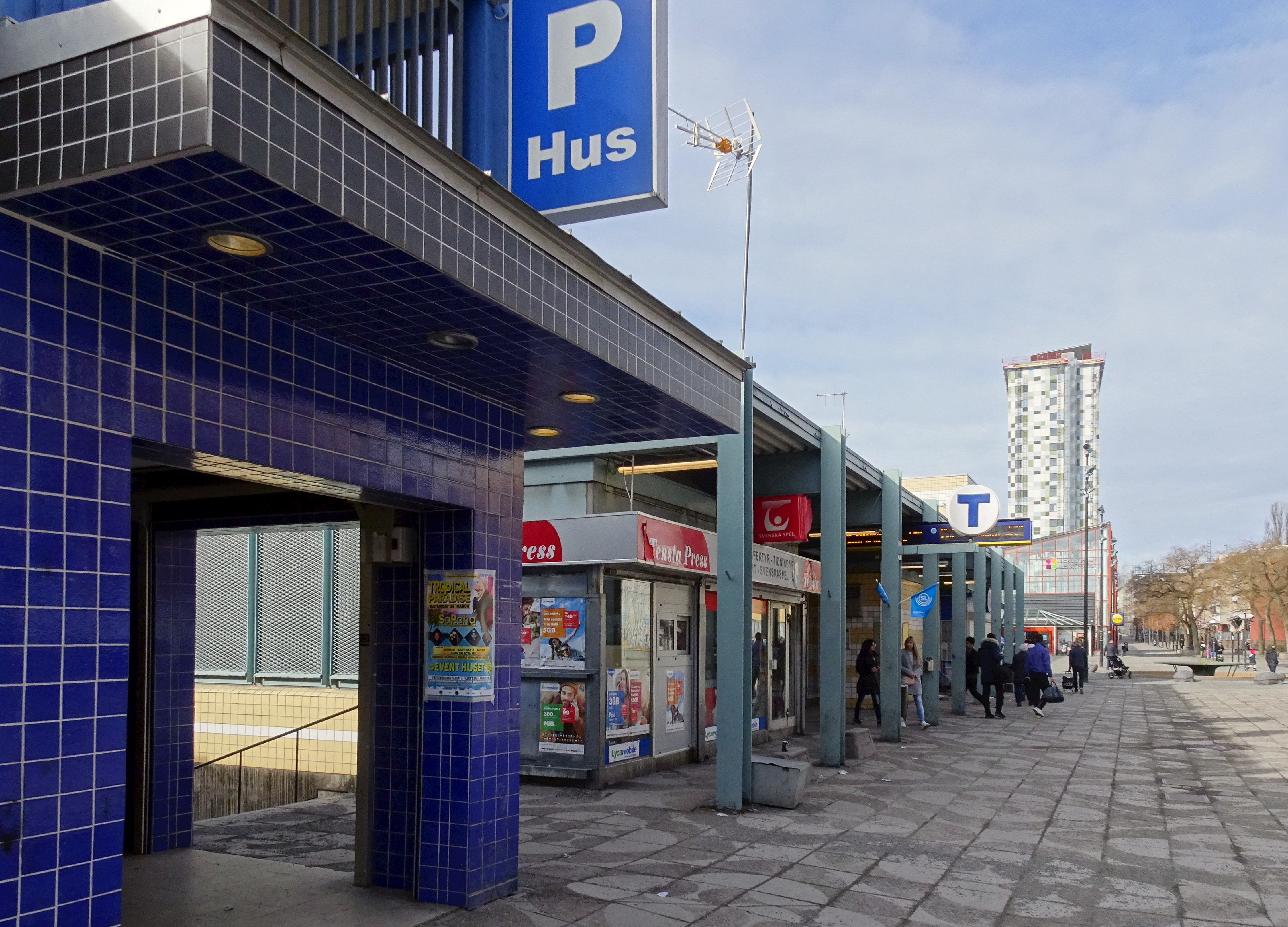
Tensta tunnelbanestation.
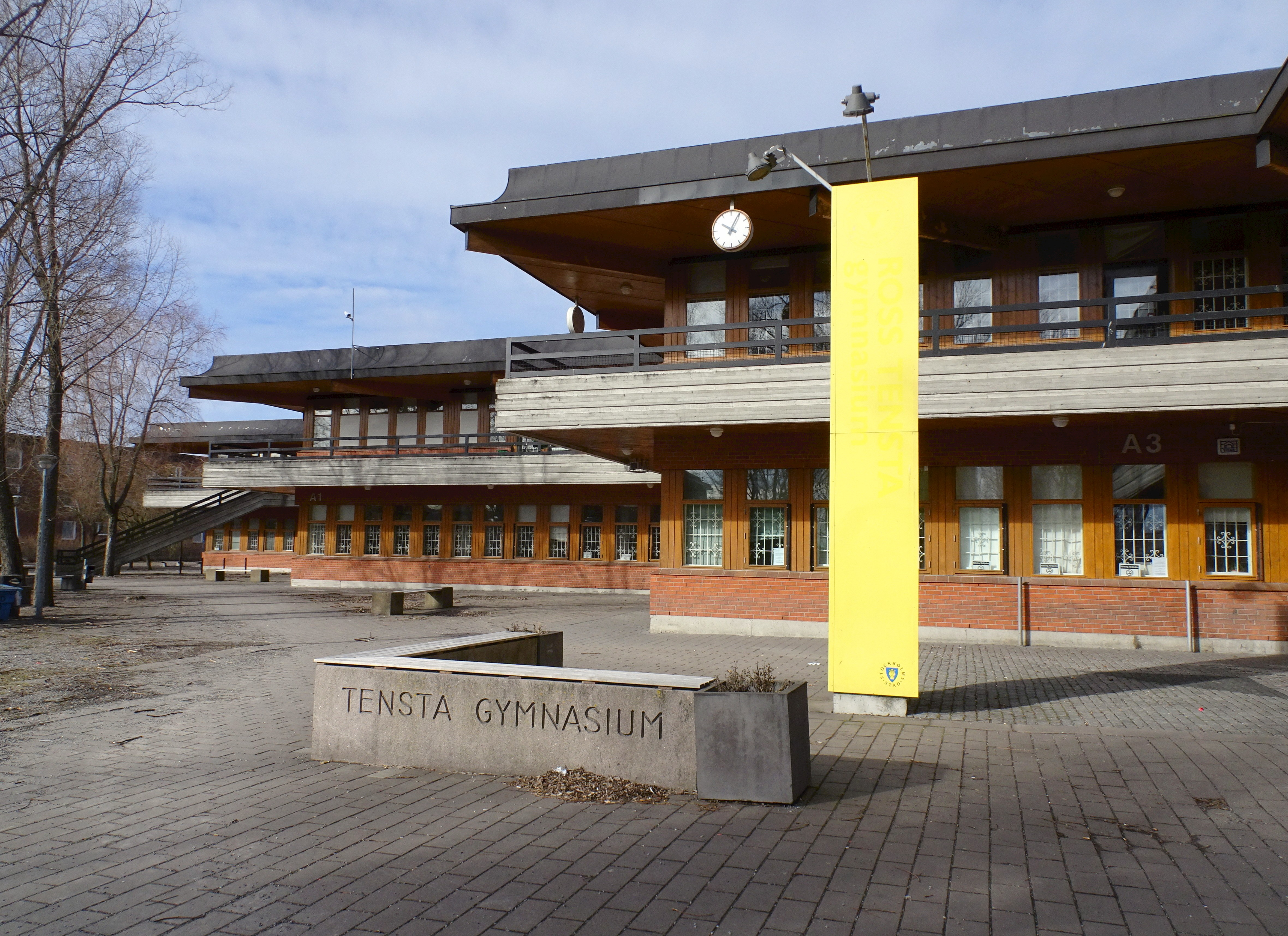
Tensta gymnasium.
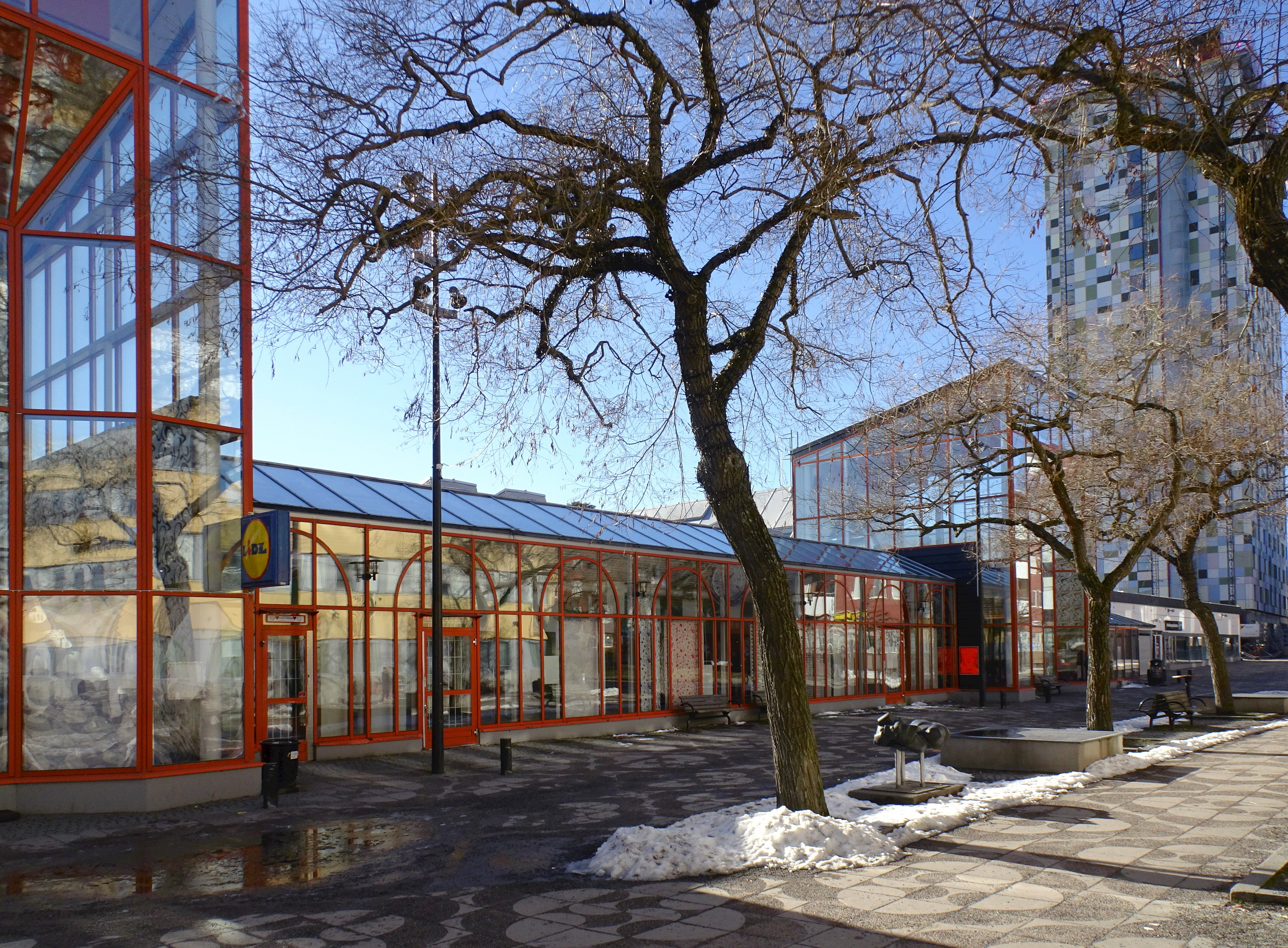
Tensta centrum.
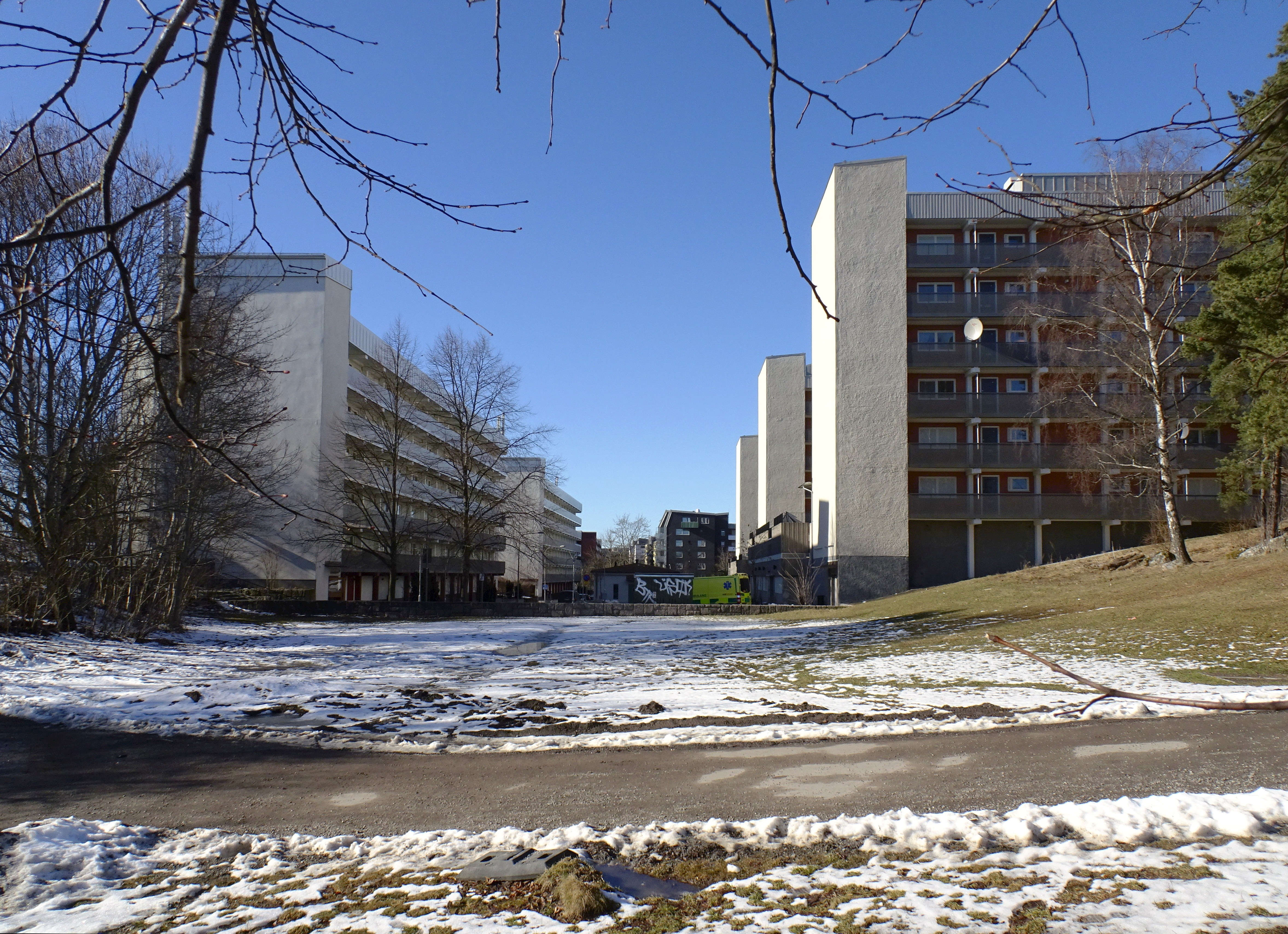
Kämpingebacken.
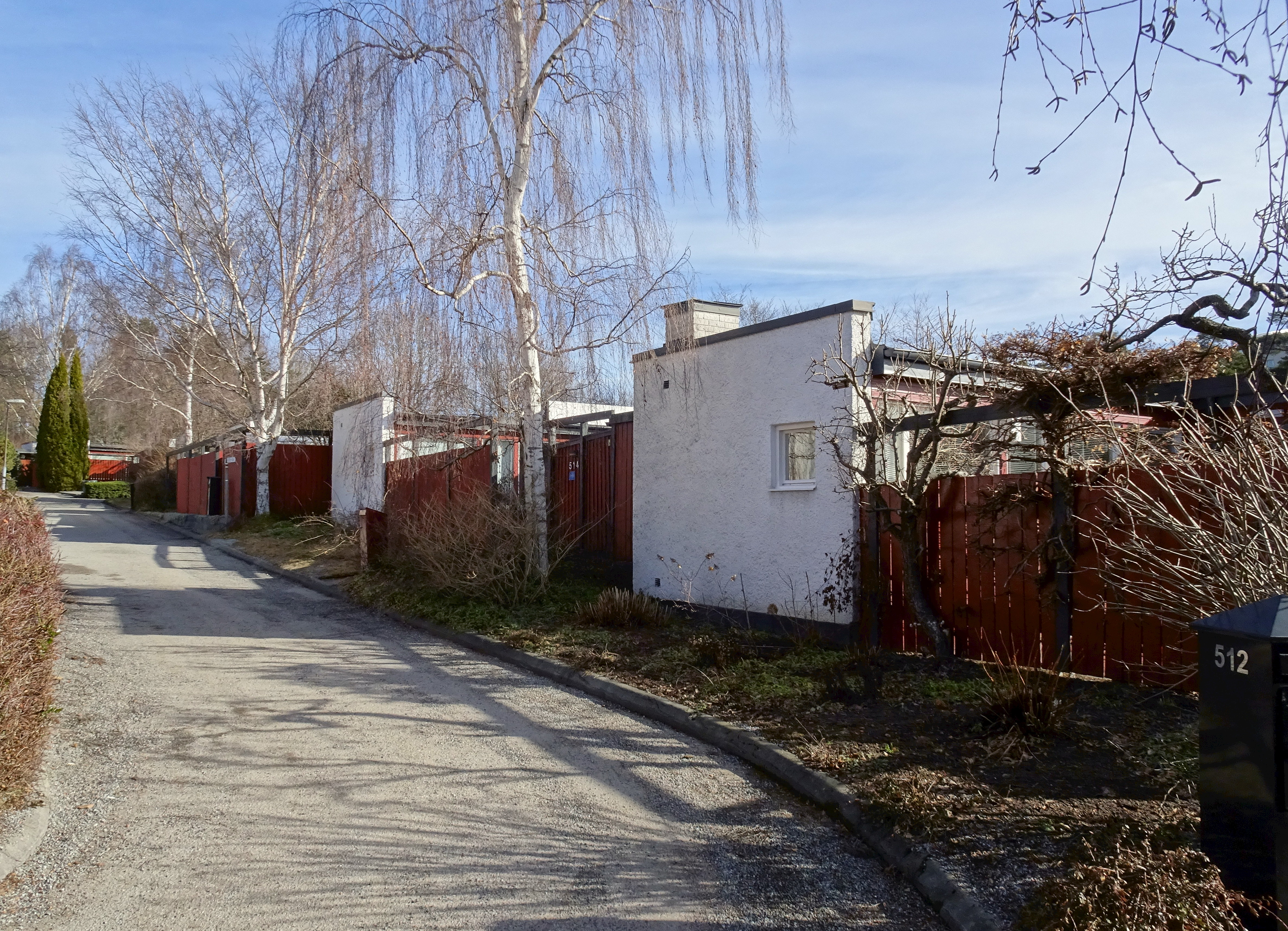
Kvarteret Sörgården.

## Tensta i modern tid

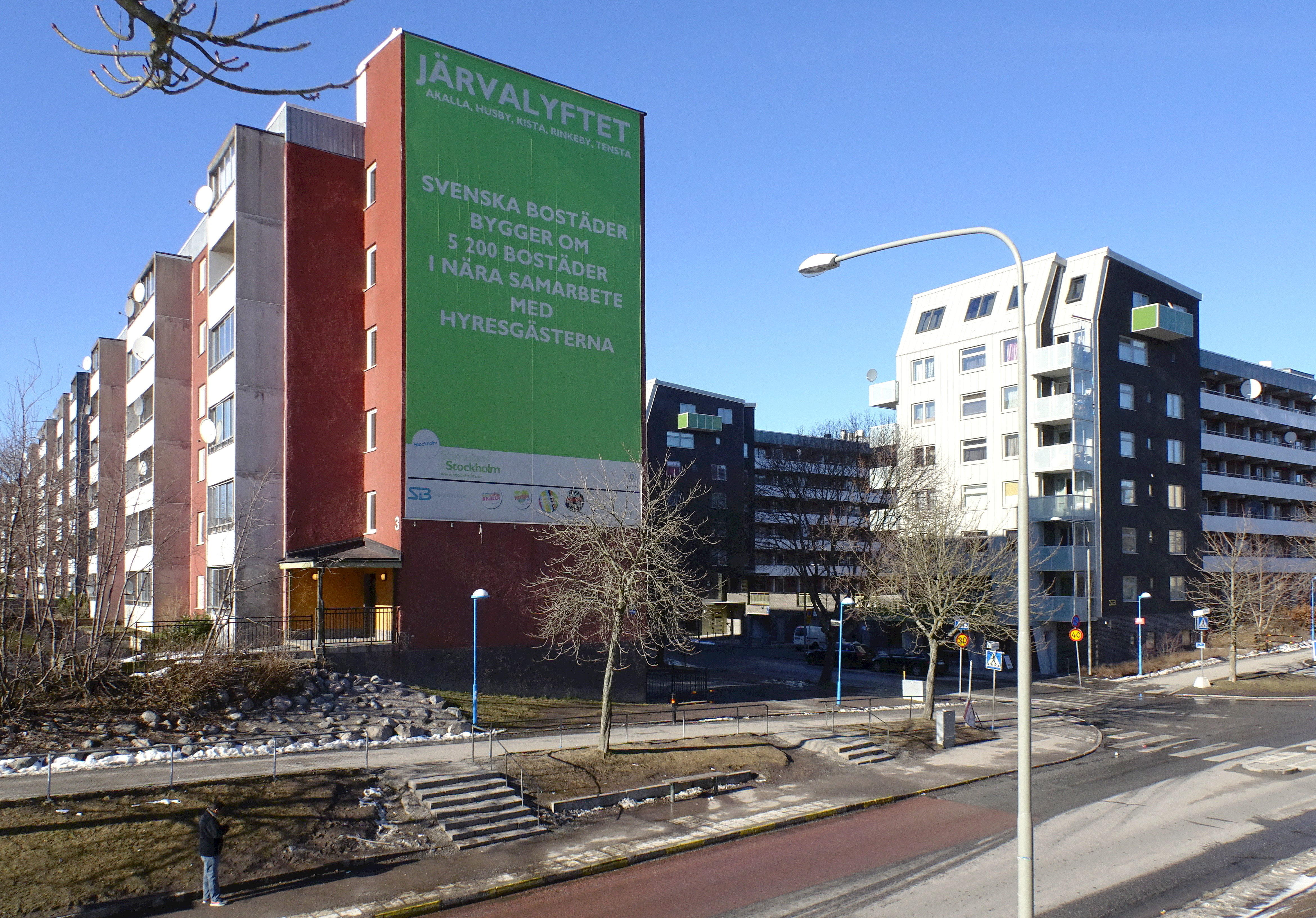
Upprustning och tillbyggnader vid Tenstastråket inom ramen för "Järvalyftet".

Tensta har två tunnelbanestationer, Tensta station och Hjulsta station. I augusti 2006 ägde utställningen TenstaBo 06 rum. Tensta är känt för sin Konsthall. Tensta marknad som arrangeras varje år sedan 1987 brukar locka många besökare till Tensta. Tensta boxningsklubb, grundades 1992 inom ramen för Plus-projektet på civildepartementet som ett förebyggande ungdomsprojekt. Klubben utvecklades av Lars Myrberg och har skolat flera unga duktiga boxare. Livstycket är ett kunskaps- och designcentrum som har sina lokaler i Tensta. Verksamheten består av textilt skapande kombinerat med att deltagarna lär sig svenska. I västra delen av Tensta centrum restes 2016–2017 ett nytt utropstecken i form av ett 18 våningar högt bostadshus med 240 nya studentbostäder.[källa behövs]

## Utsatt område
År 2014 rapporterade Sveriges Radio att en procent av invånarna i området bedöms vara kriminella och att företag får svårt att etablera sig på grund av hot mot vittnen, maktdemonstrationer ifrån kriminella grupperingar och narkotikahandel. Polisstyrkan i området tillsammans med Rinkeby skulle därför tredubblas från 25 till 75. Rinkeby/Tensta är enligt polisen ett ur brottssynpunkt problemområde som klassas som särskilt utsatt område.
Tensta har efter 2014 blivit föremål för en trygghetsdebatt. Flera handlare vill lämna Tensta centrum på grund av färre kunder. Anledningen är att boende och handlare känner sig otrygga. I Stockholms stads trygghetsmätning från år 2014 uppger 22 procent av männen och 30 procent av kvinnorna att de är otrygga i Tensta. En av Stockholms stad utarbetad trygghetsstrategi skall råda bot på problemen. Strategin gå ut på att bland annat ”inrätta medborgarvärdar, skapa mötesplatser för dialoger kring trygghet och öka samverkan med andra aktörer”. Ett särskilt fokus läggs på kvinnors trygghet i det offentliga rummet.

## Tensta Konsthall

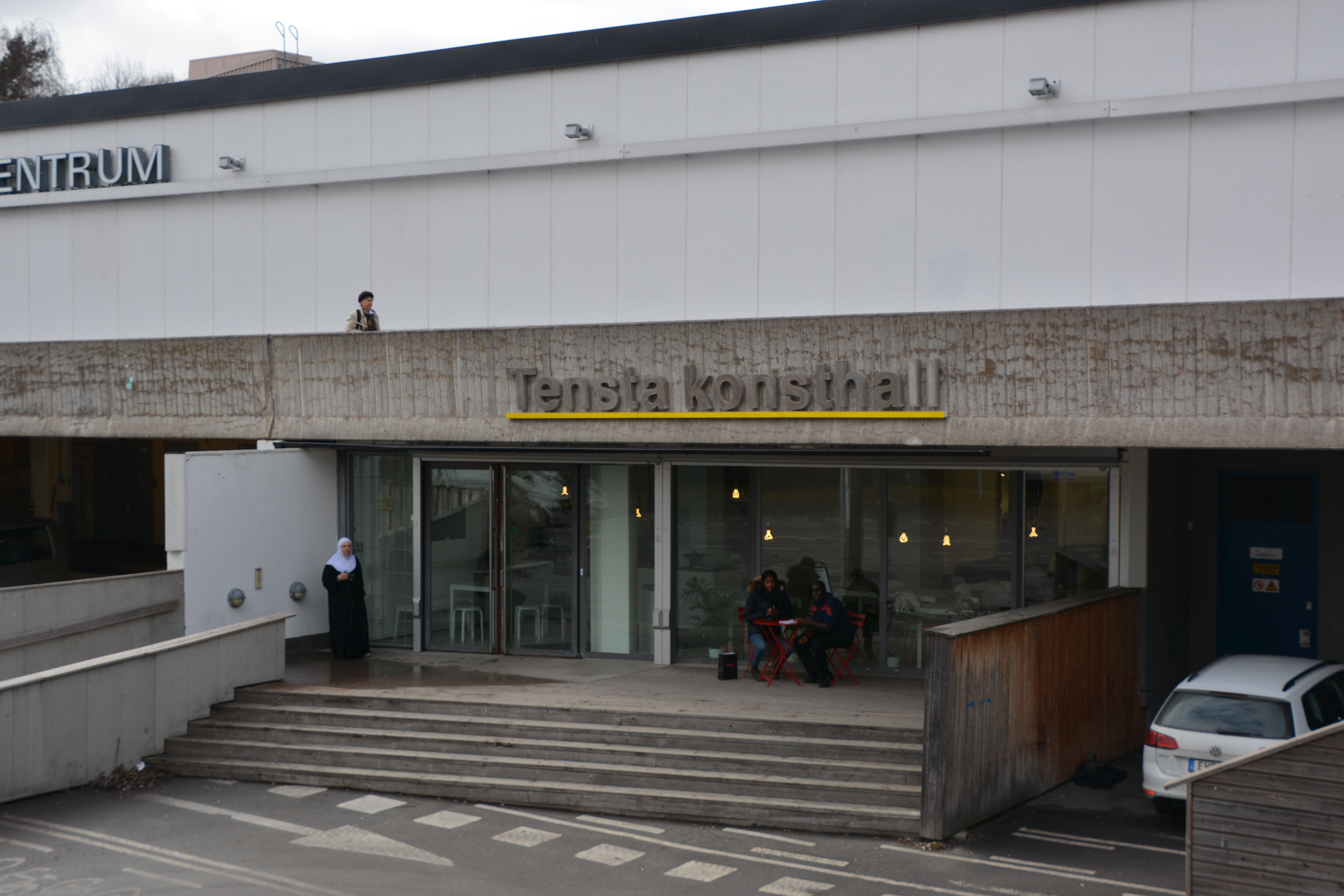
Tensta konsthall

Konsthallen grundades 1998 av konstnären Gregor Wroblewski och har sedan dess visat verk av ett flertal internationellt kända konstnärer, exempelvis Wolfgang Tillmans, Julian Opie, On Kawara, Shirin Neshat, Susan Hiller, Tracey Moffat, Kutlug Ataman, Mark Wallinger och Rainer Ganahl. Konsthallen har även visat många ledande svenska konstnärer, bland annat Elin Wikström, Ulf Rollof, Åsa Cederqvist, Kjartan Slettemark, Carl Mikael von Hausswolff, Magnus Wallin och Karl Holmqvist.
Tensta Konsthall gör också konstproduktioner såsom projektet 163 04/ som visades på Venedigbiennalen 2007 och på New Museum i New York  2008. Konsthallen arbetar kontinuerligt med utbildning och utvecklar skolprogram för alla årskurser. Konsthallen har också pedagogiska program för gymnasie- och högskolenivå. Vid Kämpingebacken har Stockholms Stadsmuseum en museilägenhet inredd med originalinredning från det sena 1960-talet. Konsthallen ligger i centrala Tensta och har omkring 12 000 besökare per år.

## Demografi
Den 31 december 2021 hade stadsdelen 18 575 invånare varav 89,19 procent hade utländsk bakgrund och 62,24 procent var utrikes födda.

## Musik och kultur
Rapgruppen 24K startades i Tensta 2011. Adam Tensta, Flimpoman Ngabo, Marc Divine, Prezedant Mr Mo, The Voice of Tensta, Tensta Gospel Choir, Z.E och Jiggz är andra artister/musikgrupper som kommer från Tensta.

## Skolor
- Tenstas Framtid
- Tenstas SFI (tidigare Bussenhusskolan)
- Elinsborgsskolan
- Enbacksskolan
- Gullingeskolan
- Tensta gymnasium
- Västerorts vuxengymnasium (tidigare Kämpingeskolan)
- Hjulsta grundskola

## Panorama

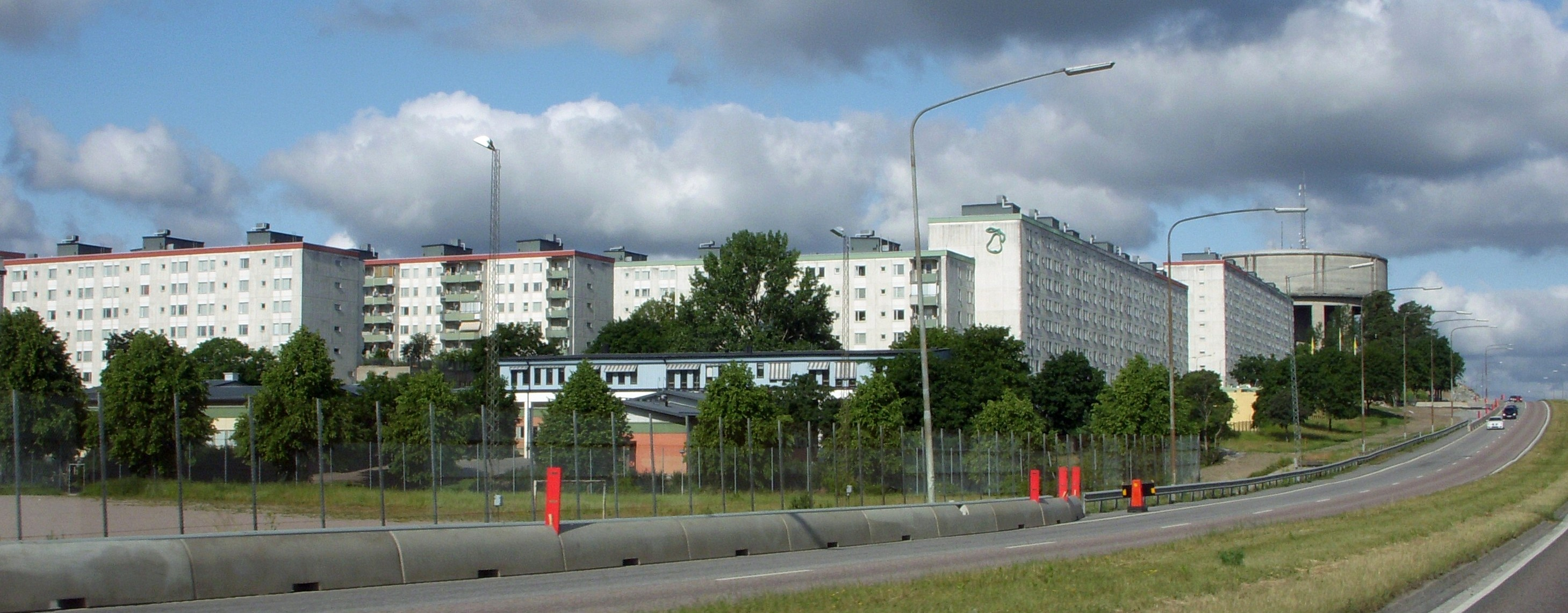
Tensta från E18 på sommaren 2009. I bakgrunden syns Tensta vattentorn.